# Хрустальный собор
Хрустальный собор (англ. Crystal Cathedral) —  католическая мегацерковь в городе Гарден-Гров, округ Ориндж, штат Калифорния, США. Здание построено по проекту известного архитектора Филипа Джонсона. При строительстве было использовано более 10 000 прямоугольных стеклянных блоков. Церковь может вмещать до 2900 прихожан.

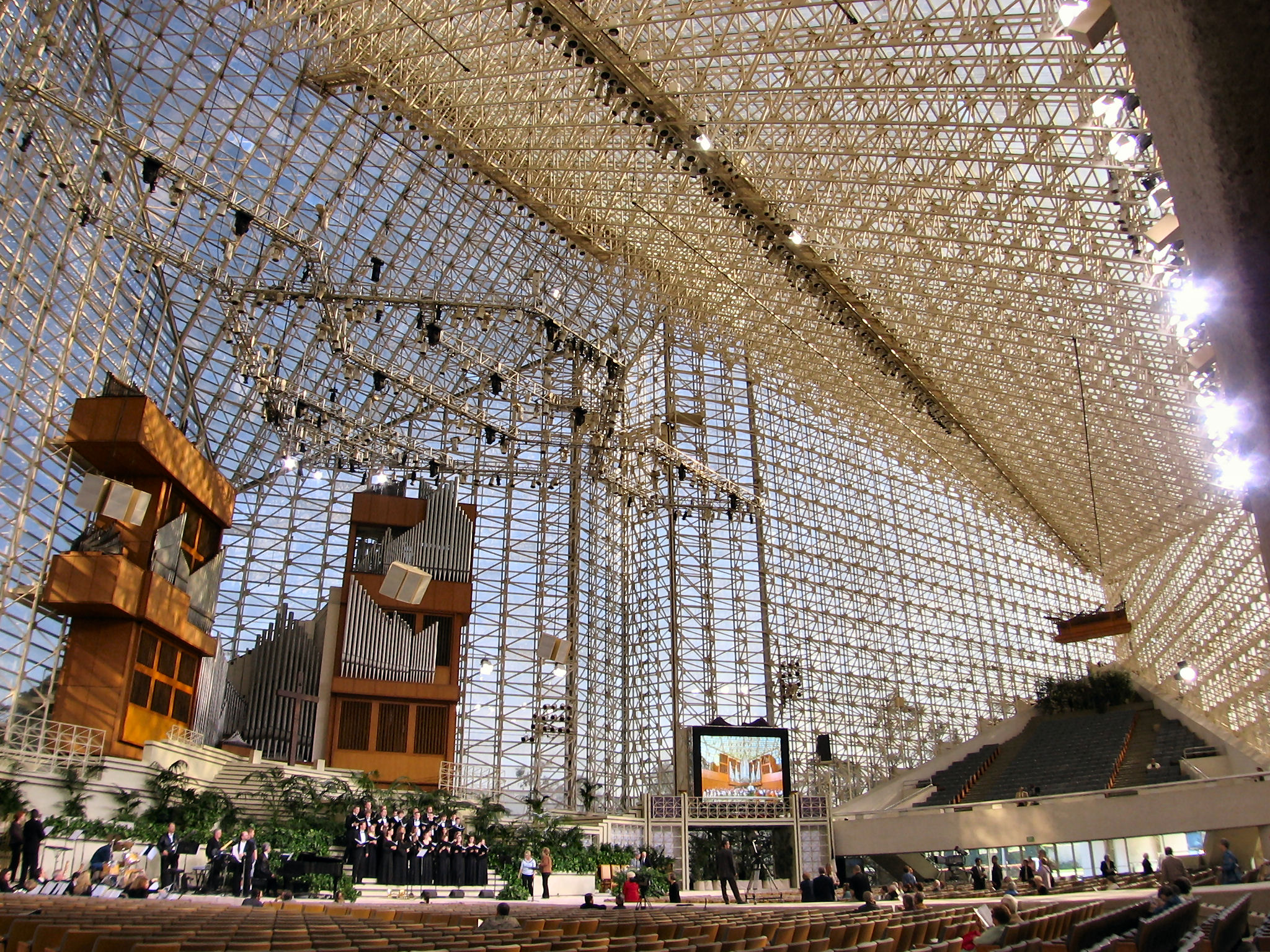
Интерьер здания

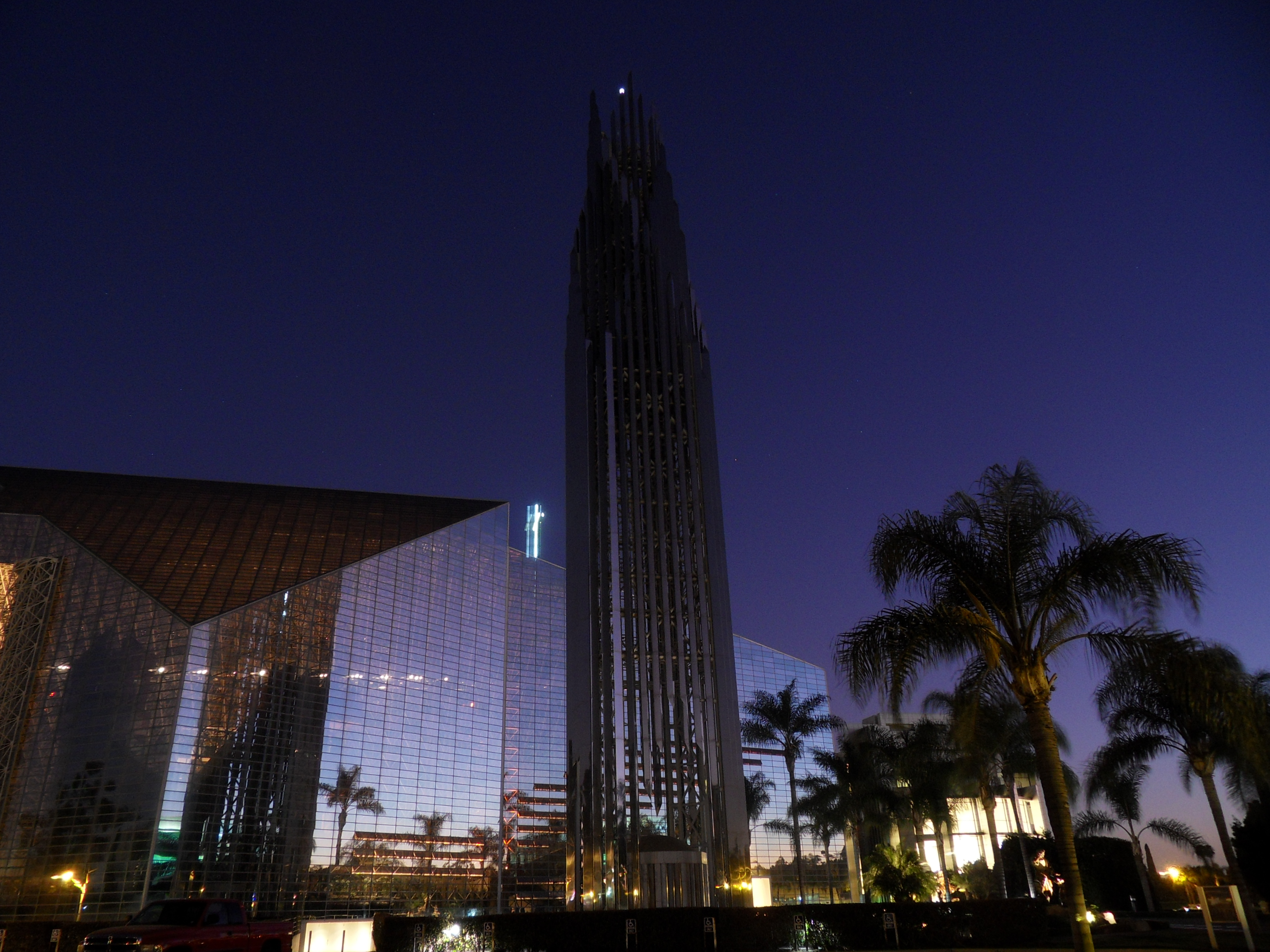

Изначально название «Хрустальный Собор» относилось к размерам и виду здания, однако это не означало, что оно представляет собой кафедральный собор в традиционном понимании. Церковь принадлежала реформатам, руководство которыми осуществляется старейшинами. Здание является архитектурной достопримечательностью южной Калифорнии.
Община, которой принадлежит здание, была создана в 1955 году пастором Робертом Шуллером, который впоследствии стал известным телепроповедником. Из здания с момента начала его эксплуатации велись трансляции программы «Час силы», которая считалась самой рейтинговой христианской передачей в мире (20 миллионов зрителей).
В середине ноября 2011 года церковь была продана за 57,5 млн долларов римско-католической епархии Оринджа. После переоборудования под литургические требования будет использоваться как кафедральный собор римско-католической епархии Оринджа.